# 福原貞俊
福原 貞俊（ふくばら さだとし）は、大江姓安芸福原氏の人物。この氏名を名乗った人物が2名いる。

## 系図
福原氏は同じ名前を名乗った者が多いため、以下にまとめる。
```
福原広世
　 ┃
福原朝広
　 ┃
福原広俊 (8代当主)
　 ┃

福原貞俊（9代当主）

　 ┃
福原広俊 (10代当主）
　 ┃

福原貞俊（11代当主）

　 ┃
福原元俊（12代当主）
　 ┃
福原広俊 (13代当主)
　 ┃
福原元俊 (14代当主)
　 ┃
福原広俊 (15代当主)
```

「貞」の字は安芸福原氏の初代・福原広世の養父にあたる長井貞広に由来する字である（元々は貞広の父・貞頼が鎌倉幕府第9代執権・北条貞時より偏諱を受けたものである）。一方「俊」の字は、福原広俊 (8代当主)をきっかけとして代々通字として用いられるようになっていたものである。広俊の子である貞俊 (9代当主)は前述の「貞」の字を取ってその名を称したものと推測され、孫の貞俊 (11代当主)も祖父に肖って同名を名乗った。（これ以降は「福原貞俊」を名乗った人物のみならず「貞」の字を用いた人物すら見られなくなる。）
尚、同名に関しては「福原貞俊」のみならず、系図を見ての通り、「福原広俊」や「福原元俊」と名乗った人物も複数名おり、同様に祖先に肖るか、或いは本家筋にあたる毛利氏からの偏諱の授与によるかのいずれかによって生じたものである。

## 福原貞俊 (9代当主)
福原 貞俊（ふくばら さだとし）は、戦国時代の武将。毛利氏の庶流である安芸福原氏の9代当主。8代当主・福原広俊の第2子。妹として毛利弘元に嫁いで毛利元就らを生んだ祥室妙吉がおり、子に毛利氏筆頭家老となる10代当主・福原広俊、福原元勝、福原俊秋がいる。初名は元澄。

### 生涯
生年は不明だが、安芸国の国人・毛利氏の庶流で重臣の安芸福原氏の8代当主・福原広俊の第2子として生まれる。
長享元年（1487年）10月16日、父・広俊の所領を相続する。
延徳2年（1490年）に父・広俊の隠居領である安芸国高田郡竹原の諸名田も支配している。
明応7年（1498年）3月、毛利氏の譜代家臣・渡辺高と起請文を交わして、毛利氏へ奉公し扶持を得るべきことを誓約する。
永正7年（1510年）に死去。同年9月16日、嫡男の広俊が後を継いだ。

## 福原貞俊 (11代当主)
福原 貞俊（ふくばら さだとし）は、戦国時代の武将。毛利氏の家臣。安芸福原氏11代当主。毛利氏の宿老であった福原広俊の嫡男。上記の福原貞俊(9代当主)の孫にあたり、それにあやかって貞俊と名乗る。生年は永正16年（1519年）説もある。
前述の通り、曽祖父・広俊の娘（上記の福原貞俊(9代当主)の姉）が毛利弘元の正室となっており、毛利興元や毛利元就を産んでいる。父の広俊も元就に家督相続を打診するなど、毛利家中での発言力は大きかった。貞俊も早くから毛利元就に仕えて各地を転戦し、天文19年（1550年）、それまでの功績や誠実な性格を元就に信頼されて毛利氏における筆頭重臣にまで取り立てられた。
弘治元年（1555年）の厳島の戦いの後に、毛利氏が大内領への侵攻作戦である防長経略でも、長門且山城を囲んで内藤隆世と大内義長を自害に追い込んでいる。その後も小早川隆景らと共に瀬戸内海を中心に軍事行動を展開し、永禄10年（1567年）からの毛利氏の伊予出兵や、永禄12年（1569年）の大内輝弘の乱でも主力を率いて活動している。
元就の死後は毛利輝元を補佐し、吉川元春、小早川隆景、口羽通良と共に四人衆（御四人）と称された。主な任務としては、隆景を補佐し共に山陽・瀬戸内方面の政治や軍事を担当した。
天正12年（1584年）、高齢を理由として嫡男の元俊に家督を譲って隠居し、文禄2年（1593年）8月10日に死去。享年82または75。子孫は江戸時代の長州藩においても、一門家老として重用されている。
なお福原氏には、戦国期から安土桃山時代にかけて広俊、貞俊、元俊を名乗った当主が複数いる。

### 関連作品
- 毛利元就 (NHK大河ドラマ)(1997年) 演：石濱朗